# Arthur Dillon (1670-1733)
Arthur Dillon, Conte Dillon (Contea di Roscommon, 1670 – Saint-Germain-en-Laye, 1733), è stato un militare irlandese, un soldato Giacobita che servì nell'esercito francese.

## Carriera
Arthur era uno dei figli più giovani di Theobald, VII Visconte Dillon, che combatté per Giacomo II d'Inghilterra e fu ucciso nella Battaglia di Aughrim. Nel 1691, dopo la loro sconfitta a Limerick da parte di Guglielmo di Orange, i Giacobiti furono esiliati entro i termini del Trattato di Limerick; Arthur Dillon, (come molti altri irlandesi Giacobiti), scelse la Francia.
In Francia, egli fu fatto Colonnello del Reggimento Dillon che suo padre aveva creato a proprie spese nel 1688. All'età di 34 anni egli divenne Maresciallo di Campo, per poi diventare Luogotenente Generale all'età di 36 anni. 
Dillon combatté gloriosamente nelle Campagne di Luigi Giuseppe di Vendôme in Spagna e di François de Neufville de Villeroy in Italia (distinguendosi per le proprie abilità strategiche, in particolare, nella Battaglia di Castiglione del 1706), servì sotto Claude Louis Hector de Villars (1708) e James FitzJames, 1º Duca di Berwick (1709); nel 1713 egli conquistò la città di Kaiserslautern.

## Titoli e onorificenze
Arthur Dillon sposò Catherine Sheldon, figlia di una famiglia giacobita inglese e damigella d'onore di Maria Beatrice d'Este, regina consorte di Giacomo II d'Inghilterra. I genitori di Catherine erano Ralph Sheldon di Ditchford, Worcs (1633 - 1723) ed Elisabetta, erede di Daniel Dunn di Garnish Hall, Essex. I loro figli erano:
- Arcivescovo Arthur Richard Dillon
- Charles, 10° Visconte Dillon (morto nel 1741)
- Henry Dillon, 11° Visconte Dillon
- James, deceduto nella battaglia di Fontenoy nel 1745
- Edward, deceduto nella Battaglia di Lauffeld nel 1747

Egli fu anche il nonno dei Generali francesi Arthur Dillon e Théobald Dillon, cugino di Gerard Lally.
Fu inoltre il bisnonno della scrittrice di Memorie Henriette-Lucy, Marquise de La Tour du Pin Gouvernet, nata Henriette-Lucy Dillon.